# Warren County (New York)
Warren County ist ein County im Bundesstaat New York der Vereinigten Staaten. Bei der Volkszählung im Jahr 2020 hatte das County 65.737 Einwohner und eine Bevölkerungsdichte von 29,3 Einwohnern pro Quadratkilometer. Der Verwaltungssitz (County Seat) ist Lake George.

## Geographie
Warren County liegt im Nordosten des Bundesstaates New York, südlich des Lake Champlain. Es besteht aus stark bewaldetem Hügelland, den nordöstlichen Ausläufern der Adirondack Mountains, und weist viele langgestreckte Seen auf. Die wichtigsten davon sind der Lake George und der Lake Pleasant. Der Hudson River, dessen Quelle einige Kilometer nördlich liegt, durchquert das County von Nord nach Südosten. Er ist zugleich das größte Fließgewässer des Countys.
Warren County hat eine Fläche von 2412,8 Quadratkilometern, wovon 167,4 Quadratkilometer Wasserfläche sind.

### Umliegende Gebiete
| Hamilton County | Essex County    | Essex County      |
| Hamilton County |                 | Washington County |
| Hamilton County | Saratoga County | Washington County |

## Geschichte
Das County wurde nach Joseph Warren (1741–1775), einem bei der Schlacht von Bunker Hill gefallenen General der Massachusetts-Miliz, benannt und am 12. März 1813 gegründet.

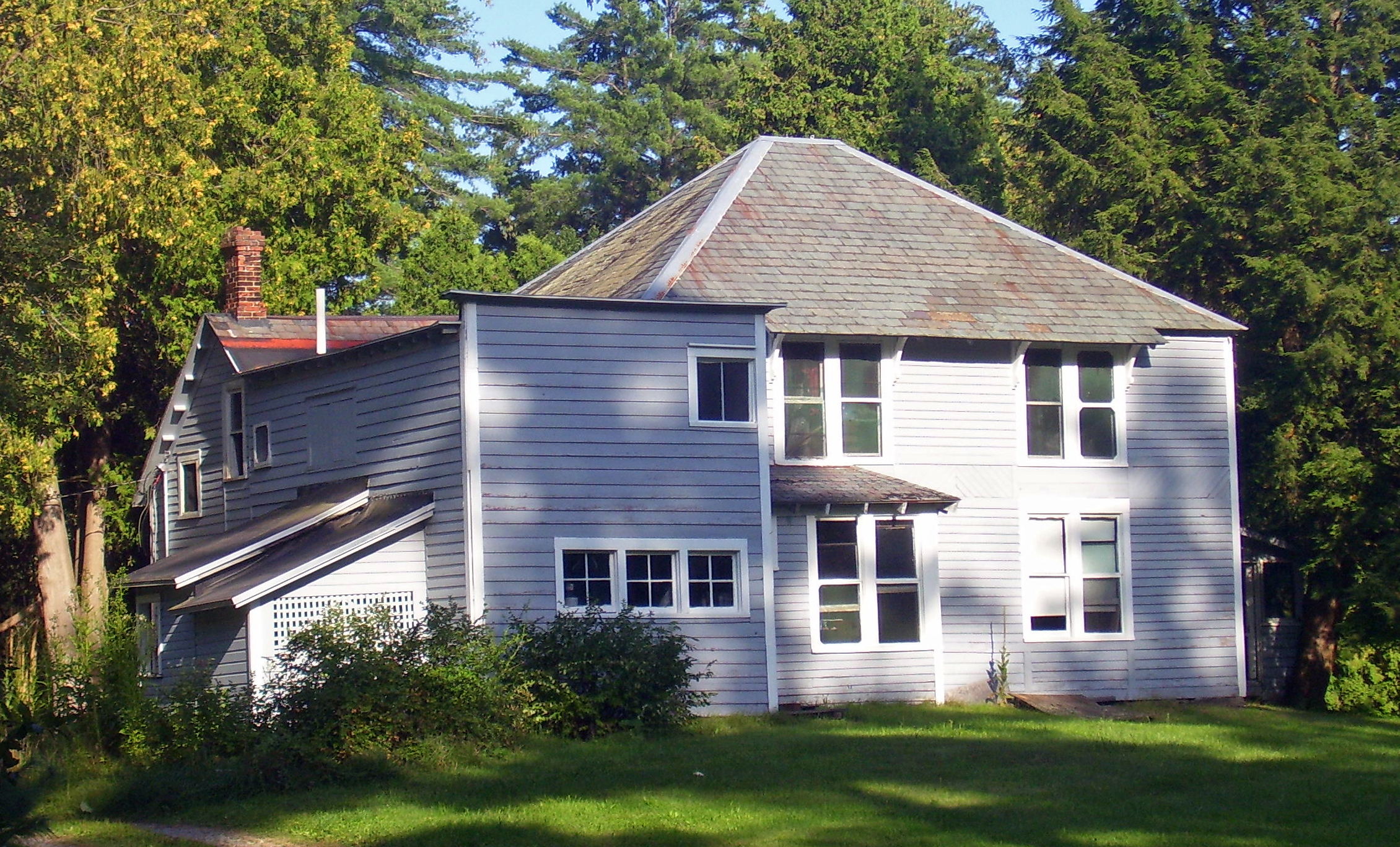
Owl’s Nest (2008)

Zwei Orte im County haben den Status einer National Historic Landmark, das Haus Owl’s Nest und das Schiffswrack Land Tortoise. 71 Bauwerke und Stätten des Countys sind insgesamt im National Register of Historic Places eingetragen (Stand 21. Februar 2018).

## Einwohnerentwicklung
| Jahr      | 1800   | 1810   | 1820   | 1830   | 1840   | 1850   | 1860   | 1870   | 1880   | 1890   |
| --------- | ------ | ------ | ------ | ------ | ------ | ------ | ------ | ------ | ------ | ------ |
| Einwohner | –      | –      | 9453   | 11.796 | 13.422 | 17.199 | 21.434 | 22.592 | 25.179 | 27.866 |
| Jahr      | 1900   | 1910   | 1920   | 1930   | 1940   | 1950   | 1960   | 1970   | 1980   | 1990   |
| Einwohner | 29.943 | 32.223 | 31.673 | 34.174 | 36.035 | 39.205 | 44.002 | 49.402 | 54.854 | 59.209 |
| Jahr      | 2000   | 2010   | 2020   | 2030   | 2040   | 2050   | 2060   | 2070   | 2080   | 2090   |
| Einwohner | 63.303 | 65.707 | 65.737 |        |        |        |        |        |        |        |

## Städte und Ortschaften
Zusätzlich zu den unten angeführten selbständigen Gemeinden gibt es im Warren County mehrere villages, die von den jeweils übergeordneten towns mitverwaltet werden.
| Ortschaft    | Status | Einwohner (2010) | Gesamte Fläche [km²] | Landfläche [km²] | Bevölkerungsdichte [Einwohner / km²] | Gründung      | Besonderheit                                                                                  |
| ------------ | ------ | ---------------- | -------------------- | ---------------- | ------------------------------------ | ------------- | --------------------------------------------------------------------------------------------- |
| Bolton       | town   | 2.326            | 232,6                | 163,9            | 14,2                                 | 25. März 1799 |                                                                                               |
| Chester      | town   | 3.355            | 225,5                | 218,1            | 15,4                                 | 25. März 1799 |                                                                                               |
| Glens Falls  | city   | 14.700           | 10,3                 | 10,0             | 1470,0                               | 1908          | Als city 1908 ausgerufen, aber bereits um 1760 besiedelt und ab 1783 durchgehend dokumentiert |
| Hague        | town   | 699              | 206,2                | 165,1            | 4,2                                  | 28. Feb. 1807 |                                                                                               |
| Horicon      | town   | 1.389            | 186,1                | 170,3            | 8,2                                  | 29. März 1838 |                                                                                               |
| Johnsburg    | town   | 2.395            | 535,5                | 528,3            | 4,5                                  | 6. Apr. 1805  |                                                                                               |
| Lake George  | town   | 3.515            | 84,5                 | 77,9             | 45,1                                 | 2. März 1810  | ursprünglich unter dem Namen Caldwell gegründet                                               |
| Lake Luzerne | town   | 3.347            | 140,0                | 136,0            | 24,6                                 | 6. Apr. 1808  |                                                                                               |
| Queensbury   | town   | 27.901           | 167,9                | 162,7            | 171,5                                | 20. Mai 1761  | Gründung als Township; als Town neu gegründet am 13. März 1786                                |
| Stony Creek  | town   | 767              | 215,5                | 212,8            | 3,6                                  | 3. Nov. 1852  |                                                                                               |
| Thurman      | town   | 1.219            | 240,3                | 235,9            | 5,2                                  | 10. Apr. 1792 |                                                                                               |
| Warrensburg  | town   | 4.094            | 167,8                | 164,4            | 24,9                                 | 12. Feb. 1813 |                                                                                               |